# Rainy Day Women
Rainy Day Women var en svensk popgrupp som var verksam 1966–1971.
Gruppen bildades hösten 1966 i Helsingborg av Bonita Nordahl (gitarr, orgel, sång), Inga-Lill Johansson (orgel), Ann-Christin Pettersson (bas), Christel Ljunggren (trummor) och Lena Maria Gårdenäs (sång). Gårdenäs slutade dock efter en kort tid och Ljunggren ersattes hösten 1968 av Barbro Werke. I början, då Gårdenäs var med, spelade de soul, men övergick därefter till covers på utländska hits. Gruppen debuterade i slutet av november 1966 på Elinebergs ungdomsgård i Helsingborg. Gruppen fick därefter spelningar i Malmö, Göteborg och Stockholm, medverkade två gånger i radions Popnytt samt i TV-programmen Måndagskvitter och Sommarglad i sommarstad, som båda sändes från Malmö. Från hösten 1967 blev det få spelningar i Sverige; däremot inleddes turnéer som kom att genomföras i England, Danmark, Tyskland, Frankrike, Belgien, Schweiz och Nederländerna. Att de fick turnera så mycket berodde i hög grad på deras kön; de var unga svenska kvinnor och förväntades vara likadana som kvinnorna i dåtidens svenska sexfilmer. Då de skulle spela i Frankrike hade de utannonserats som ett toplessband, något som de dock ej ställde upp på. De var från årsskiftet 1969/1970 till gruppens upplösning sommaren 1971 bosatta i Nederländerna. Under denna tid spelade en singel, men de fick inte bestämma låtar och inte heller spela själva eftersom managern anlitade studiomusiker. Singeln utgavs i Nederländerna och Belgien samt i Japan, där den på en vecka såldes i 50 000 exemplar, men pengarna lade managern beslag på. Gruppen spelade även in en andra singel, med egna låtar och på vilken de själva spelade, men denna utgavs aldrig. 

## Diskografi
- 1970 – True Lover/Rubber Baby (singel, CBS–4949)